# Palanggenbach
Der Palanggenbach ist ein 5,5 Kilometer langer linker Nebenfluss der Reuss zwischen den Gemeinden Seedorf und Attinghausen im Schweizer Kanton Uri.

## Geographie

### Verlauf
Der Palanggenbach entspringt im Gebiet Distleren unterhalb des Brunnistocks im obersten Abschnitt des Gitschitals, das in älteren Quellen auch als Palanggental bezeichnet wird. Der Bach bildet fast auf seinem gesamten Lauf die Gemeindegrenze zwischen Seedorf und Attinghausen. Die Quelle liegt in Attinghausen und ein kurzer Abschnitt im Oberlauf in Seedorf.

### Einzugsgebiet
Das 10,73 km² grosse Einzugsgebiet des Palanggenbachs liegt in den Urner Alpen und wird durch ihn über die Reuss, die Aare und den Rhein zur Nordsee entwässert.
Es besteht zu 32,2 % aus bestockter Fläche, zu 20,0 % aus Landwirtschaftsfläche, zu 0,5 % aus Siedlungsfläche und zu 47,4 % aus unproduktiven Flächen.
Die Flächenverteilung
Die mittlere Höhe des Einzugsgebietes beträgt 1631,6 m ü. M., die minimale Höhe liegt bei 445 m ü. M. und die maximale Höhe bei 2766 m ü. M.

### Zuflüsse
Der Palanggenbach nimmt im schmalen Tal zahlreiche, jedoch kurze und zum Teil nur nach Niederschlägen Wasser führende Seitenbäche auf, die von den hoch gelegenen Erosionsrinnen und aus den bewaldeten Talflanken fliessen. 
- Schipfenegg Runse (rechts), 0,8 km, 0,60 km²
- Sulzbach (links), 2,0 km, 1,99 km²
- Dammbach (rechts), 0,9 km
- Tiefenboden Bach (rechts), 0,6 km
- Feldmestal(bach) (links), 1,3 km
- Hinterer Talbergzug (links), 0,2 km
- Traxelboden Bach (rechts), 1,2 km
- Bös Tal (bach) (rechts), 0,9 km
- Bergtal(bach) (links), 1,2 km
- Scherbital(bach) (rechts), 0,8 km
- Gross Brechen(bach) (rechts), 0,4 km
- Schlänggenzug (links), 0,4 km
- Schlänggental(bach) (links), 0,6 km
- Plattental (bach) (links), 0,4 km
- Erdbeerital(bach) (links), 0,6 km
- Hinter Tafeltal(bach) (links), 0,5 km
- Vorder Tafeltal(bach) (links), 0,3 km
- Chäsgadetal(bach) (links), 0,6 km
- Rutschzug (links), 0,2 km
- Briggäzug (rechts), 0,5 km
- Stäuberbach (links), 2,4 km, 1,08 km²
- Stotzigental(bach) (links), 0,5 km
- Rütlizug (links), 0,3 km

## Hydrologie
Bei der Mündung des Palanggenbachs in die Reuss beträgt seine modellierte mittlere Abflussmenge (MQ) 540 l/s. Sein Abflussregimetyp ist nival alpin und seine Abflussvariabilität beträgt 18.

## Naturgefahren
Der Palanggenbach führt nach Unwettern immer wieder kräftige Hochwasser und verursacht Murgänge an seinem Unterlauf im Gebiet von Seedorf. Deshalb hat der Kanton Uri seit 1961 und vor allem nach dem schweren Hochwasser von 1977 oberhalb des Austritts des Bachs aus dem Seitental auf den Schwemmkegel im Reusstal einen grossen Geschiebesammler mit Sortiersperre und im Unterlauf zwischen den Dörfern und bis zur Mündung in die Reuss im so genannten Palanggenschachen Seitendämme und Blockschwellen eingerichtet. Die Mündung des Palanggenbaches wurde nach 1987 aufgeweitet.

## Tourismus
Die Schlucht im mittleren Abschnitt des Baches wird gelegentlich für das Canyoning aufgesucht.